# La Lomita, Hidalgo
La Lomita är en ort i Mexiko.   Den ligger i kommunen Tecozautla och delstaten Hidalgo, i den sydöstra delen av landet, 140 km norr om huvudstaden Mexico City. La Lomita ligger 1 677 meter över havet och antalet invånare är 232.
Terrängen runt La Lomita är kuperad österut, men västerut är den platt. Runt La Lomita är det ganska tätbefolkat, med 60 invånare per kvadratkilometer. Närmaste större samhälle är Tecozautla, 3,6 km söder om La Lomita. Trakten runt La Lomita består i huvudsak av gräsmarker.